# France Ahlin
France Ahlin, slovenski fizik in matematik, * 24. september 1905, Ljubljana, † 2. februar 1977, Ljubljana.

## Življenje in delo
Po diplomi 1929 na ljubljanski Filozofski fakulteti je poučeval fiziko in matematiko na srednjih šolah v Banja Luki, Kranju, Novem mestu in Ljubljani; v letih 1945−1948 je bil ravnatelj 1. državne gimnazije v Ljubljani, dve leti inšpektor na ministrstvu za šolstvo LRS, nato profesor matematike in fizike na Višji pedagoški šoli. Leta 1960 je postal višji predavatelj na ljubljanski Fakulteti za naravoslovje in tehnologijo. Prevajal je tujo strokovno literaturo in objavljal članke v Obzorniku za matematiko in fiziko in Nastavi matematike i fizike. Bil je avtor ali soavtor več učbenikov.